# Игуман Макарије (Хиландарац)
Јеромонах Макарије је био први српски и јужнословенски штампар. Био је главни мајстор Штампарије Црнојевића на Цетињу.
Сматра се да се Макарије и раније бавио штампарским занатом у Венецији у штампарији Алда Манузија. Увео је у Штампарији Црнојевића технички поступак код којег се наслови појединих поглавља режу из једног клишеа (у једном комаду). Заслужан за штампање књиге Октоих - осмогласник у штампарији Црнојевића, године 1494. Ту србуљу је имала у свом поседу Богородичина црква у Сарајеву, а пише у њој да је "печатана по заповести Ђурђа Црнојевића, при митрополиту Зетском Вавили" 1493. године.
После напуштања Цетиња 1496. под најездом Турака, Ђурађ Црнојевић са породицом, калуђерима и 60 коњаника креће према Будви и даље ка Млецима. Макарије одлази у Влашку и тамо поставља темеље влашком штампарству у манастиру Делу. Тада је митрополит Влашке био Србин, Максим Бранковић, што је погодовало отварању словенске штампарије. Из овог периода најпознатија су два његова јеванђеља. Једно из 1510, са представама, на почетку текста, црквених мелода који седе пред испред манастирске цркве Светог Николе. Друго је штампано у манастиру Делу 1512, са доста скромним графичким украсом.
Пред крај живота Макарије одлази на Свету гору и ступа у братство манастира Хиландар, где се 1526. помиње као игуман. Претпоставља се да је помогао и у формирању Штампарије Хиландар. Последња вест о њему датира из 1526-1528, када је написао један мањи географски спис. Биста Јеромонаха Макарија данас се налази у кругу Завода за израду новчаница, у саставу Народне Банке Србије, Београд.